# Can Mas (Mieres)
Can Mas és una masia situada al municipi de Mieres, a la comarca catalana de la Garrotxa.